# Brief des Polykarp an die Philipper

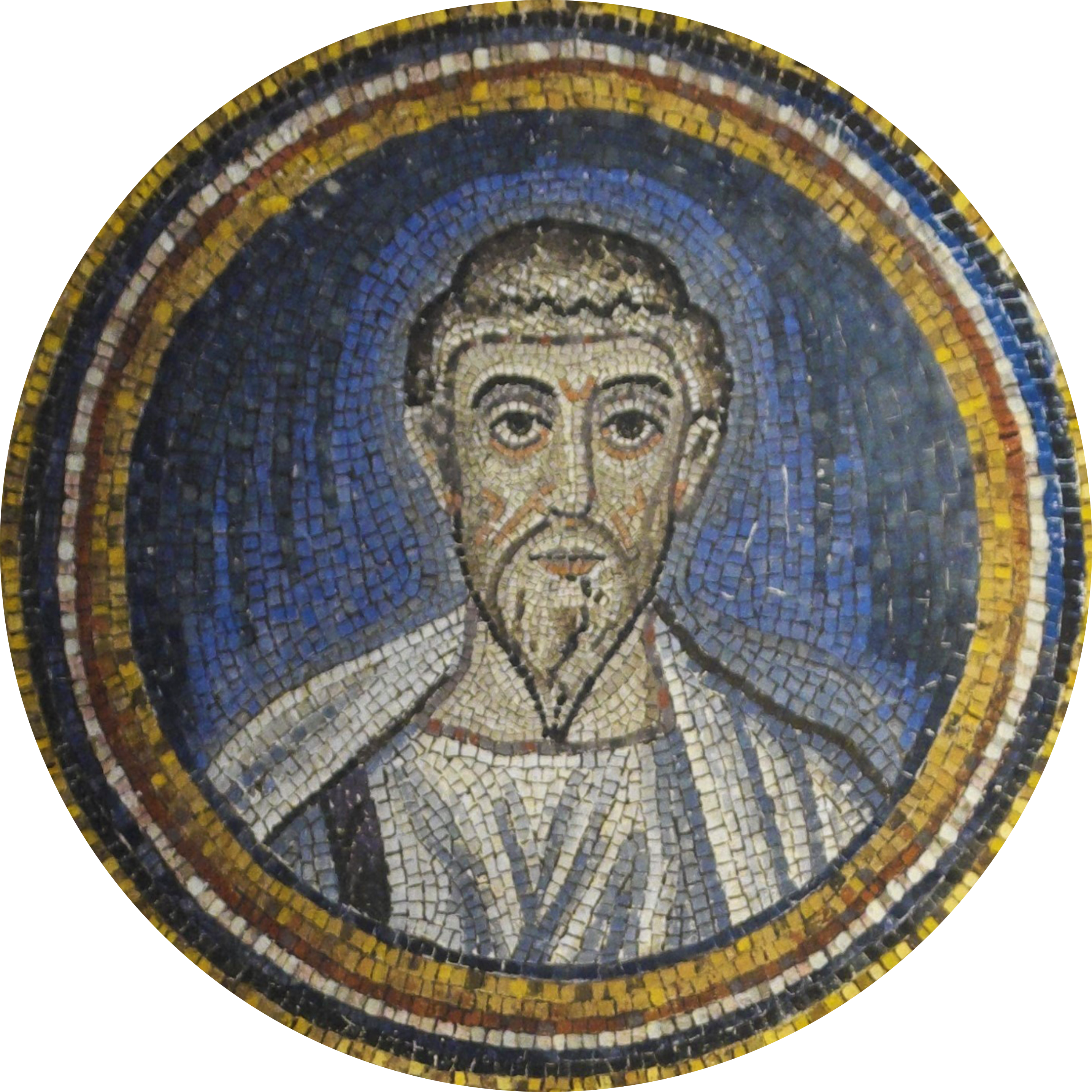
Mosaik-Medaillon des Polykarp von Smyrna (Erzbischöfliche Kapelle in Ravenna, 6. Jahrhundert)

Der Brief des Polykarp an die Philipper (Τοῦ ἁγιοῦ Πολυκαρποῦ ἐπισκοποῦ Σμυρνῆς καί ἱερομαρτυρος πρός φιλιππῆσους ἐπιστολή Tou hagiou Polykarpou episkopou Smyrnēs kai hieromartyros pros philippēsous epistolē, abgekürzt PolPhil) ist ein Gelegenheitsschreiben des Polykarp von Smyrna, das vermutlich im ersten Drittel des 2. Jahrhunderts entstanden ist. Ebenso wie das Martyrium Polycarpi wird dieser Brief seit dem 17. Jahrhundert zur Schriftengruppe der Apostolischen Väter gerechnet. 

## Inhalt
Der Polykarpbrief wendet sich explizit an die von Presbytern geleitete Gemeinde in Philippi als eine Gründung des Apostels Paulus von Tarsus: „Denn weder ich noch ein anderer meinesgleichen kann an die Weisheit des seligen und glorreichen Paulus heranreichen, der, als er unter euch war, … das Wort von der Wahrheit gelehrt hat, der euch auch, als er abwesend war, Briefe geschrieben hat; wenn ihr euch in sie vertieft, werdet ihr erbaut werden können ...“
Auf Wunsch der Adressatengemeinde in Philippi widmet sich der Polykarpbrief dem Thema Gerechtigkeit, das einen roten Faden in dem Schreiben bildet. Nach einleitendem Lob der Philipper setzt der Verfasser Glauben und gerechtes Leben zueinander in Beziehung und verweist dabei auf die Paulusbriefe. In Kapitel 4,1–6,1 schließt sich eine Haustafel an, die sich an verschiedene Gruppen in der Gemeinde richtet: Verheiratete Männer und Frauen – Witwen – Diakone – unverheiratete Männer und Frauen – Presbyter. In Kapitel 6,2–7,2 werden die Philipper vor Häretikern gewarnt, doch bleibt unscharf, welche Lehren der Verfasser abweisen möchte. Möglicherweise geht es gegen Doketisten und Gnostiker. In Kapitel 8,1–9,2 mahnt der Verfasser, in schweren Zeiten beharrlich zu bleiben. Schließlich geht es in Kapitel 11,1–12,1 um den konkreten Fall des Presbyters Valens und seiner Frau in Philippi, die ihre Geldgier zu Fall brachte. Das Vorgefallene mache auf Außenstehende einen schlechten Eindruck und bringe die Gemeinde womöglich in Misskredit. Polykarp hofft darauf, dass die beiden künftig Reue zeigen. Das Briefende empfiehlt Crescens als Überbringer des Polykarpbriefs. Polykarp kündigt an, einen Brief der Philipper nach Syrien weiterzuleiten. Die von den Philippern erbetenen Ignatiusbriefe habe er dem eigenen Brief nach Philippi beigefügt; er empfiehlt ihre Lektüre.

## Textüberlieferung und Editionen
Vom griechischen Text des Polykarpbriefs sind neun oder zehn Handschriften bekannt, die alle von einem Archetypen abhängig sind: dem Codex Vaticanus Graecus 859 aus dem 11. Jahrhundert. Hier bricht der Text abrupt PolPhil 9,2 ab. Um den Rest des Briefs zu ergänzen, greifen die Editionen einerseits auf Eusebius von Caesarea zurück, der in seiner Kirchengeschichte aus Kapitel 9 und Kapitel 13 zitiert. Andererseits nutzen sie die relativ freie und nicht sehr verlässliche alte lateinische Übersetzung des Polykarpbriefs. Besonders für Kapitel 12 werden außerdem Fragmente der syrischen Übersetzung des Polykarpbriefs herangezogen.

## Neutestamentliche Traditionen
Der Verfasser des Polykarpbriefs bezieht sich kaum auf das Alte Testament. Er kennt Jesusworte, aber möglicherweise nicht aus den Evangelien, sondern aus der mündlichen Überlieferung. Im Licht dessen, dass die altkirchliche Tradition in Polykarp einen Schüler des Apostels und Evangelisten Johannes sah, ist merkwürdig, dass das Johannesevangelium im Polykarpbrief „auffällig abwesend“ ist.
Kenntnis der Paulusbriefe (inklusive Deuteropaulinen und Pastoralbriefe) zeigt sich im Polykarpbrief durch Zitate und Anspielungen. Ohne dass je der Name Petrus fällt, wird auch der 1. Petrusbrief ausgiebig genutzt. Wenn man die Nutzung von einzelnen der später als neutestamentlich kanonisierten Schriften im Polykarpbrief vergleicht, dominiert klar der 1. Petrusbrief ; fasst man die Paulus zugeschriebenen Briefe als Einheit auf, macht dieses Corpus Paulinum allerdings das Rennen. Der Erste Clemensbrief bezieht sich explizit auf die Apostel Petrus und Paulus als Autoritäten; der Polykarpbrief bringt Petrus-Traditionen (besonders in der Paränese) in einem paulinischen Rahmen und rezipiert seinerseits den Ersten Clemensbrief. In Polykarp- und Clemensbrief gleichermaßen gelten die Apostel als Vorbilder, denen der Leser nacheifern soll – vor allem im Ertragen des Leidens.

## Literarische Integrität
Die Beobachtung, dass Kapitel 9 das Martyrium des Ignatius von Antiochia und seiner Begleiter erwähnt, während Kapitel 13 nach ihrem Befinden fragt und sie offensichtlich noch am Leben glaubt, veranlasste einen Teil der älteren Forschung, in Kapitel 13 die Interpolation eines Fälschers anzunehmen, die dazu gedient habe, die Echtheit der (ebenfalls gefälschten) Ignatiusbriefe durch einen fingierten Querverweis plausibler erscheinen zu lassen. Radikale Kritiker erklärten sogar den Polykarpbrief insgesamt zu einer Fälschung. Percy N. Harrison bot 1936 eine andere Lösung an: Ihre Teilungshypothese löste Kapitel 13 und 14 vom Rest des Briefes und interpretierte sie als „covering note“, die Polykarp den Ignatiusbriefen beigefügt habe, um deren Übersendung ihn die Philipper gebeten hatten. Harrisons Hypothese wurde viel rezipiert, was sich auch in der Rede von „Polykarpbriefen“ in Texteditionen und Fachliteratur spiegelt. Sie war aber nie konsensual akzeptiert und stößt im 21. Jahrhundert auf Skepsis: Die literarische Integrität des Schreibens wird zunehmend bevorzugt.

## Wirkungsgeschichte
Irenäus von Lyon, der aus Smyrna stammte und Polykarp noch persönlich kennengelernt hatte, rühmte den Brief an die Philipper als „sehr kraftvolles“ Schreiben. Eusebius von Caesarea zitierte längere Passagen daraus (siehe oben). Hieronymus erwähnte in seinem christlichen Schriftstellerkatalog, dass der Polykarpbrief in der Provinz Asia zu seiner Zeit öffentlich verlesen wurde.

### Textausgaben und Übersetzungen
- Die Apostolischen Väter. Griechisch-deutsche Parallelausgabe auf der Grundlage der Ausgaben von Franz Xaver Funk / Karl Bihlmeyer und Molly Whittaker. Mit Übersetzungen von Martin Dibelius und Dietrich-Alex Koch. Neu übersetzt und herausgegeben von Andreas Lindemann und Henning Paulsen. Mohr Siebeck, Tübingen 1995.
- Die Apostolischen Väter, eingeleitet, herausgegeben, übertragen und erläutert von Joseph A. Fischer (= Schriften des Urchristentums, Teil 1). WBG, Darmstadt 2004, ISBN 3-534-18262-6, hier S. 227–266 (Nachdruck der Ausgabe Darmstadt 1976).

- Johannes B. Bauer: Die Polykarpbriefe (=  Kommentar zu den Apostolischen Vätern, Band 5). Vandenhoeck & Ruprecht, Göttingen 1995.

### Monographien
- Kenneth Berding: Polycarp and Paul: An analysis of their literary & theological relationship in light of Polycarp’s use of biblical & extra biblical literature. Brill, Leiden 2002.
- Percy N. Harrison: Polycarp’s two epistles to the Philippians. University Press, Cambridge 1936.

### Artikel
- Annegreth Bovon-Thurneysen: Ethik und Eschatologie im Philipperbrief des Polykarp von Smyrna. In: Theologische Zeitschrift, Band 29 (1973), S. 241–256 (Online).
- Boudewijn Dehandschutter: Der Polykarpbrief. In: Wilhelm Pratscher (Hrsg.): Die Apostolischen Väter: Eine Einleitung. Vandenhoeck & Ruprecht, Göttingen 2009, S. 130–146.
- Paul A. Hartog: Peter in Paul’s Churches: The Early Reception of Peter in 1 Clement and in Polycarp’s Philippians. In: Helen K. Bond, Larry W. Hurtado (Hrsg.): Peter in Early Christianity. Eerdmans, Grand Rapids / Cambridge 2015, S. 168–180.
- Paul A. Hartog: Polycarp's Epistle to the Philippians and the Martyrdom of Polycarp. In: Michael F. Bird,  Scott Harrower (Hrsg.): The Cambridge Companion to the Apostolic Fathers. Cambridge University Press, Cambridge u. a. 2021, S. 226–247.
- Michael W. Holmes: Polycarp’s Letter to the Philippians and the Writings that later formed the New Testament. In: Andrew F. Gregory, Christopher M. Tuckett (Hrsg.): The Reception of the New Testament in the Apostolic Fathers. OUP, 2005, S. 187–227.